# Старе місто (Таллінн)

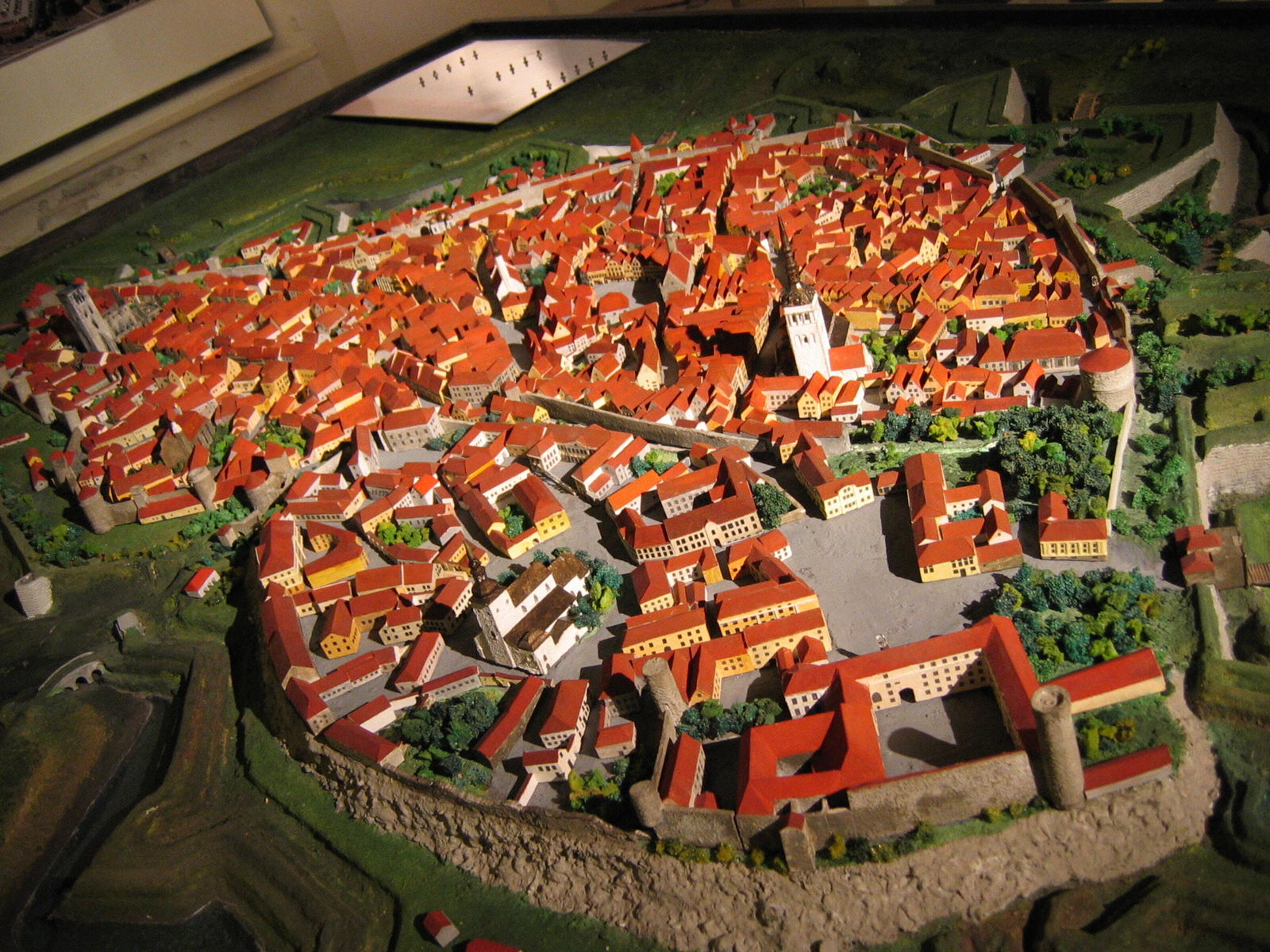
Модель Старого міста у Талліннському міському музеї

Старе місто (ест. Tallinna vanalinn) — старовинна частина Таллінна (Естонія). 1997 року район було внесено до списку Світової спадщини ЮНЕСКО як зразок історичного центру північноєвропейського торгового міста, що добре зберігся. Старе місто утворюють Тоомпеа і Нижнє місто, займає близько 35 га. Навколо нього зелене кільце парків і бульварів, від яких розходяться радіальні магістралі. Старе Місто Таллінна - це дуже всеохоплююче та добре збережене середньовічне північноєвропейське торговельне місто Балтійського моря.
На березі місто почало розвиватися при розквіті Ганзейського союзу XIII-XVI століть, це був  важливий центр організації торгівлі. Високий ґрунт на високій землі з численними церковними вежами біля підніжжя річки утворюють вражаючий силует, який виглядає як довгий шлях плавно впадаючий  в море. Тоомпеа завжди був центром державної влади. Замок Тоомпеа - не тільки найвідоміша і велична споруда міста: біля пагорба Тоомпеа зародилося місто. Сам замок зводився спочатку як фортеця, а пізніше став символом правлячої влади. Згідно з легендою, пагорб утворений з величезних валунів, які приносила на могилу велетня Калева його невтішна вдова Лінда.
В місті добре збережена середньовічна вулична мережа і найменування багатьох вузьких вулиць збереглись ще з середньовіччя. Тут є багато відомих будинків, таких як міська стіна, ратуша, аптека, церкви, монастирі, гільдіальні будівлі купців та майстрів, а також магазинчики та ресторани.  Надзвичайна глобальна цінність Таллінського Старого міста проявляється в тому, що це видатне, надзвичайно всеосяжне і добре збережене торгове місто середньовічної Північної Європи. І на сьогоднішній день воно залишається особливим в  економічній та соціальній спільноті.
Старе місто Таллінна почало формуватись  з XIII-XVI ст. як один з найдовших і найпотужніших ганзейських ліг форпости колонізації північно-східної Європи. Тут зустрілися цистерціанці, домініканці, німецький орден та традиції Ганзи, що по-своєму повпливало на архітектуру, культуру , світське життя , віру тощо. І цей вплив поширився по всій Північній Європі. Міський план та будівлі чітко говорять про те, що спільні стіни і оборонні укріплення працювали пліч-о-пліч як феодальна влада і Ганзейський союз.
У 2008 році область охоплення Всесвітньої спадщини та її охоронної зони була змінена для гармонізації. Це межі Таллінського історичного центру збереження спадщини Старого міста, яке знаходиться в національному захисті в Естонії. Тож список пам’яток зріс і площа збільшилась від 60 гектарів до 113 гектарів. Вона тепер охоплює Тоомпід, середньовічну міську стіну яка  обмежує все місто, а також все старе місто, оточуючі будівлі 17-го століття і переважно 19-го століття , та вулиці, що утворюють зелене середньовічне місто. Завдяки таким змінам покращилась цілісність території, яка включена до списку світової спадщини. Тепер ці всі основні елементи дають Старому Таллінну виняткову глобальну цінність.
У 2008 році охоронна зона зросла з 370 га до 2553 га, тепер вона все більше охоплює  старе місто. Зона була розширена до моря, тому включені і півострів Віймсі, і затока Коплі. В даний час Таллінн - це унікальний силует як з моря, так і від землі. Будівництво нових  будівель заплановане тільки поза захисною зоною.                       
Середньовічний образ міста XIII століття значною мірою зберігся саме у  Старому місті Майже не змінився з того часу міський план з об'єктами, вулицями та площею. Швидкі вулиці в основному межують з будівлями 14-16 століття. Значна частина міських оборонних споруд збереглася до сьогодні.  Окрім архітектурного вигляду, Старе Місто зберегло свої функції: жилові і нежитлові , комерційні будівлі та церкви. Тоомпеа залишається центром державної влади. Тим не менш, тут відкрито все більше історичних житлових будинків для  туристів або громадського використання. Вони відповідають суворим вимогам безпеки та доступу. Тут  також багато важливих архітектурних пам'яток кінця 19 ст і початку 20 ст , які зберегли свій первісний вигляд , і внесені до списку всесвітньої спадщини. До них належать школи та театри, а також рідкісні лісисті місця, які є невід'ємною частиною історичного міського простору навколо Старого міста. До недавнього часу стародавнім різьбленням по дереву загрожували плутані відносини власності, будинки не підтримувалися, відновлювалися по-своєму та перебудовувались невідповідним чином. На сьогоднішній день ситуація повністю змінилася: різьблення по дереву високо цінується і відповідні заходи рестарації були вжиті для підтримки автентичної атмосфери.

## Культурна спадщина та її збереження

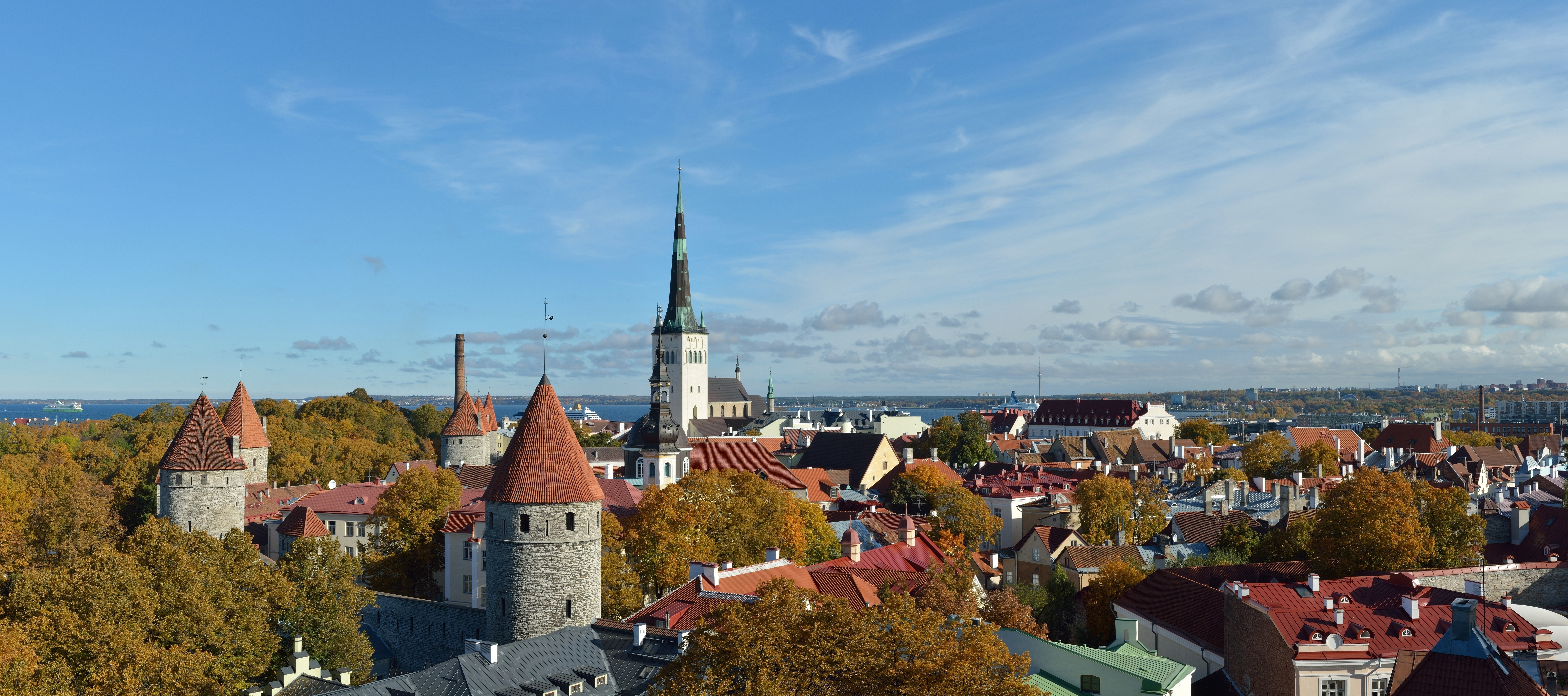
Панорама Старого міста

Серед важливих об’єктів культурної спадщини є  історичні будівлі, такі як Ратуша і Ратушна площа,  Ратуша Фармація, Замок Тоомпеа(Вишгородський замок), Дівоча вежа і область навколо неї ,сад данського короля і єпископські сади комендатури, вежа безпеки Кік-ін-де-Кек , ворота і все що включене туди. Міська стіна з оборонними вежами (колись їх нараховувалось 66 , а зараз лише близько 20),Вежа Товста Маргарита , Великі Морські ворота та історичні бастіони. Старе місто включає парк Deer Park, Лебединий ставок при Square Park Tower і зелену зону Харью-стріт, побудовану під час Другої світової війни, щоб замінити зламані будівлі.
Старе місто Таллінна має цілий ряд сакральних споруд - історичні церкви , монастирі та храми різних релігій. У Вишгороді розташований собор Олександра Невського.. Неподалік Церква Олава, Церква Святого Миколая, Церква Святого Духа, Церква Святого Миколая чудотворця , Шведська Церква Святого Михайла, Церква Преображення Господнього, Українська Греко-католицька церква, каплиця адвентистів, обмеження старого району міста розташоване біля церкви Святого Карла і церкви Яані. Вихідна форма усіх будівель, всі найважливіші історичні представницькі та сакральні будівлі, а також будинки жителів міста і купецькі будинки були збережені або відновлені.
Старе місто Таллінна в цілому є культурною та архітектурною цінністю суспільного життя. Збереження культурної спадщини повинно ґрунтуватися на комплексному і збалансованому розвитку наукових досліджень
Тайландський історичний заповідник Старого міста був заснований в 1966 році згідно з постановою Ради Міністрів Естонської РСР № 360. Це була перша спадщина  колишнього СРСР, метою якого був захист добре збережених будівель, а також історичної цілісності Старого міста. У 1996 році це рішення було підтверджено Естонським Міністерством культури. Крім того, охорона та управління культурними цінностями Старого міста Таллінна регулюються деякими пізнішими законодавствами та урядом міської влади. Одним із прикладів є пам'ятка природи Таллінського Старого Міста на основі Закону про охорону спадщини, прийнятого в 2002 році і доповненого в 2011 році.
Основне положення застосовується до всієї території Списку всесвітньої спадщини та її охоронної зони у 2008 році в межах зазначених обмежень. Регулювання зосереджено на збереженні  планування і будівництва та пов'язані адміністративними механізмами. Законодавством охороняються райони, включені до Списку всесвітньої спадщини, історичний розподіл функцій будівель, обсяг будівель та їх щільність, а також всі історичні будівлі та їх деталі.
Відповідно до оновленого Закону про охорону спадщини, в перелічених районах Всесвітньої спадщини при вивченні, роботах по збереженню, реставрації чи ремонтних роботах з  суміжними об'єктами біля  пам'яток і будівель вимагається дозвіл Правління зі спадщини. Потрібно також турбуватися про будівлі, які не знаходиться під охороною культурної спадщини. Перед початком будь-яких будівельних робіт або  археологічних досліджень все необхідно завжди узгоджувати з Правлінням зі спадщини.
Правління "Спадщина" в Таллінні відповідає за впровадження цього законодавства та статуту , Національна комісія з культурної спадщини ( на державному рівні) здійснює загальний нагляд за культурною спадщиною Таллінна , Агентство (місцеве самоврядування) також несе відповідальність за виконання статуту. Планування території Всесвітньої спадщини і рішення щодо нового будівництва приймаються Комісією зі спадщини та урядом Таллінна разом.
Старе місто являє собою велику цінність і різноманіття культурної області, утримання і розвиток його є вельми відповідальним завданням.

## Реструктуризація та відновлення пам'яток
Старе місто — досить старе, отож дуже важливо зберегти пам'ятки культурної спадщини з сьогоднішнім фінансуванням. Національна комісія з культурної спадщини протягом декількох років упровадила ряд успішних програм по зміцненню та реставрації, такі як реставрація Талліннської церкви епохи Відродження, національну програму «Збереження і розвиток культових споруд», відновлення міських стін вежі і вкладання більше інвестицій. Завдяки інвестиціям в місті тепер гарантовано зміцнення стіни (обсяг інвестицій для відновлення міської стіни в 2008 році склав 34 млн євро), а також обслуговування існування бастіонів (обсяг інвестицій в 2008 році склав 15 млн євро). Проект відновлення Бастіонних тунелів «Час в дорозі», що почне здійснюватись в найближчому майбутньому, має окупитись в 21 млн євро. В останнє десятиліття залучено 13 мільйонів євро на відновлення стіни і на підкіплення Тоомпеа (Вишгорода) — 7 мільйонів євро. Також можна вважати важливими внесок міста у відновлення всіх церков. Це також підтримує відновлення історичних будівель.
Нові будівлі були зведені до районів, що межують зі Старим містом. Старе місто швидко розвивається в кварталі Ротерманна і гавані, де є часткові зміни в центрі міста. Тут повинен бути баланс між збереженням і розвитком. Культурна спадщина та її середовище - цінні області національного багатства, про які необхідно дбати, осмислено і цілеспрямовано використовувати і стійко розвивати. Збереження і розвиток культурної спадщини відіграють важливу роль у забезпеченні як місцевої, так і національної ідентичності.

## Старе місто та список об'єктів ЮНЕСКО
Всесвітній список спадщини, список світових культурних і природних об'єктів, які знаходяться в Комітеті всесвітньої спадщини ЮНЕСКО , культурної і природної спадщини першорядного значення важливої для усього людства. Цей список є визнанням членства ,яке  добровільно взяло на себе відповідальність за збереження цінностей, які важливі не тільки для народу і країни, а й для всього світу. Складання списку всесвітньої спадщини почала Конвенція Охорони природної спадщини, прийнята Генеральною конференцією ЮНЕСКО в Парижі 16 листопада 1972 року, що об'єкт Світової спадщини Старого міста міста Таллінна є гордістю і радістю, але вона також приносить відповідальність. Держави - члени повинні інформувати ЮНЕСКО про планування масштабної реконструкції або нового будівництва, яке може вплинути на об'єкт включений в видатний список світового значення. Крім того, держави-члени повинні кожні шість років після цього, розробляти всеохоплюючу доповідь про стан включених в список об'єктів. Останні звіти про європейські об'єкти були здійснені в 2011-2012 рр. У списку включено 851 об'єкт з 2007 р.; 660 об'єктів культурної спадщини, 166 об'єктів  природної спадщини та 25 об'єктів змішаної спадщини.
Старе місто є об'єктом Всесвітньої спадщини ЮНЕСКО з 4 грудня 1997 року на основі наступних критеріїв:
- II -  виразність в архітектурі, технологіях, монументальності, плані міського ландшафту або розвитку людських цінностей з плином часу або в світі культури в регіоні.
- IV - тип будівлі або архітектурного, або технологічного ансамблю, або ландшафту, відображає чудовий приклад важливого етапу в історії людства.

## Навчальні заклади Старого міста
На території Старого міста Таллінна працює чимало освітніх закладів. Тут є різні рівні освіти: від дошкільної до вищої освіти. Найбільш відомі освітні установи Староміський коледж (тут є коледж, початкова школа, музична школа, школа мистецтв, дитячий будинок, Будинок музики старого міста і дитячий  садок), Граматична школа Густава Аддольфа  і гімназія  Старого міста Таллінна для підлітків, Старий дитячий садок, Талліннська музична школа Георга ОТС, Естонський євангельський лютеранський Богословський інститут, Талліннський університет культурології, Талліннський молодіжний зал Kanutiaia та ін.
З приватних установ, що діють в одному з приватних дитячих садків в Старому місті –школа медсестер. Приватні школи розташовані в Старому місті Таллінн: фінляндські школи, НВО Мовна школа в Даун-Тауні, фонд коледжу Святого Михайла (Hariduskolleegiumiga працює у співпраці з Старим містом). Musamari приватне хобі в Старому місті, Fine 5 Танцювальна школа, студія Саллі.

## Підприємництва Старого міста
Бізнес-структура Старого місто Таллінна різноманітна: усілякі послуги , торгівля (кафе, ресторани тощо), заклади відпочинку (готелі, гуртожитки тощо), установи культури і сектор творчих індустрій (театри, кінотеатри, музеї, майстерні тощо) і туристичні компанії.
У Старому місті розташовані підприємства громадського харчування та проживання, промислові магазини (у тому числі торговці) та постачальники послуг з догляду за собою (салони краси). Більшість з них зосереджені в місті, а  рідше в Тоомпеа.
На адміністративній території Центру міста розташовано в цілому 173 магазинів, у тому числі сувенірних магазинів, з яких 109 знаходяться на території Старого міста. У будівлях, що знаходяться біля району, в комерційній зоні працює 35 підприємств громадського харчування.
Дослідження «креативна економіка в Таллінні ,первинний огляд бази даних, структура сектора творчих галузей, обсяги і просторове розташування» показує, що творчих індустрій розташованих в старому місті в Таллінні менше, ніж в інших районах міста, але вони більш різноманітні. Серед таких областей є: архітектура, дизайн, виконавська майстерність, музеї та видавнича справа.              

## Культурні інституції та життя Старого міста
В Старому місті знаходиться різноманітне поєднання установ культури: театри, кінотеатри, музеї, ремесло, майстерні тощо. Важливі культурні центри розташовані в найважливіших історичних будівлях, такі як Будинок Чорноголових ( багатофункціональна будівля), Гільдії Кануте (танцювальні  подій), Талліннський Будинок Кіно (кіноіндустрія). Культурні характеристики несе Український культурний центр, Данський Інститут культури, Німецький інститут культури, Фінський інститут культури, Французький культурний центр, Російський культурний центр, Північна Рада Міністрів, Рідний Будинок і багато інших.
Ходову культурно-просвітницьку функцію несуть в собі ряд установ і організацій: Всесвітній аматорський театр Асоціація AITA / IATA, Естонський театр Союзу, Асоціації кіно Естонії, Фонд кіно Естонії, Таллінн молодіжний клуб Hometown, Саллі студія (приватний центр мистецтв), Кюллі Дитяча галерея, Kanutiaia Молодіжний будинок, Талліннська філармонія, культурний центр Росії і багато інших.
Театри розташовані в Старому місті Таллінна : Міський театр, Національний театр ляльок Естонії, театр Фон Краля, Таллінн Toomklubi і Toomteater, Фонд Fine 5 театру танцю , студії Theatrum і Естонський драматичний театр який обмежує Стара частина міста, Театр Національної опери, Російський драматичний театр, і інші. За даними Міністерства культури в 2006 році в старому  місті , сходило  подивитися театральні вистави в цілому 233,996 відвідувачів, це 31% від загального числа відвідувань театрів в Естонії в 2006 році.
ВСтарому місті є широкий вибір музеїв і виставкових залів прикладного мистецтва і дизайну : Естонський музей театру і музики , Естонський музей , Музей природної історії, Міський музей, Музей охорони здоров'я Естонії, Таллінн Art Hall, Архітектура та  Дизайн НУО, Галерея Музей Адамсона-Еріка, Інститут історії, Музей археології, Естонський історичний музей, Художній музей Естонії, музей Нигулисте, Морський музей Естонії, музей копальні, Кік-ін-де-Кек Фото зал музею міста, Домініканський монастир, музей історії та економіки асоціації (Старе місто, наприклад, естонський архітектурний музей / Rotermann склад солі).  В Старому місті   музеї і виставки відвідали, згідно з даними Міністерства культури в 2006 році, 187,206 відвідувачів (всього в той же період були 677,182 відвідувачів музеїв в центрі).
Відомі бібліотеки в старому центрі міста : бібліотека Естонії, медична бібліотека Талліннського міського архіву, бібліотека Німецького культурного інститут, Бібліотека Французького культурного центру (Старе місто обмежене в Національній бібліотеці Естонії і Талліннській Центральній бібліотеці).
В Старому місті діють зокрема промоутери  естонської культура і ремесла: двір Дії Майстрів НУО (ручне вирощування), НВО Hereditas (Провулок Катаріни - Гільдія Катаріни), Асоціація естонського Народного мистецтва і ремесла (Естонська Реміснича палата), ТОВ кіновар (Bogapott - гончарна майстерня) тощо.
Тут також діє  Латинський квартал, який  створює довідкову систему для закладів освіти та культури. Він пропонує хороший рівень освіти, на основі історичної спадщини, яке орієнтовано на історію, філософію, етику, ремесло, музику, мистецтво і театр, а також традиційну сторону знайомства продуктивності і забезпечить можливість для занять. З іншого боку, дозволяє ефективне функціонування його інститутів (в Естонії та інших країнах), вчені, художники, актори, драматурги, музиканти та ремісники працюють один з одним (в тому ж кварталі творчих галузей), збагачують історичну середу.
Список всесвітньої спадщини ЮНЕСКО Старого міста має всі передумови, щоб стати центром культурного та інтелектуального життя, орієнтуючи на активне  творче мислення, спілкування і співпрацю, а також збереження культури.       

## Глобальні фактори, які впливають на розвиток Старого міста
Зростання світового туризму пов'язане із зростанням мобільності людей, культурної спадщини, інтеграцією туризму та культури. Народні вимоги змінюються, стилі життя та зображення міста стають дедалі більше схожими. Ефект подібності моделей життя досить позитивний з точки зору Старого міста Таллінна, тому що подібність повинна збільшувати інтерес до звичайних для людей, або таких, які відрізняються  від звичного – історичних пам'яток. Важливо оцінити, що Старе Місто може запропонувати відвідувачеві на додаток до туристичних продуктів та екскурсій, а також яку додаткову цінність може запропонувати. Обов'язково потрібно задовольняти перші потреби відвідувачів.
Посилена інтеграція культури та туризму впливає на розвиток Старого міста з різноманітним історичним і культурним інтересом у напрямку поширення туризму. Бажання туристів змінюються. Можливості для міжнародного співробітництва зростають. Туризм в цілому розвивається, якщо він пов'язаний з культурою, її збереженням та передачею цінностей.
Зростання культурної спадщини може збільшити частку так званих культурних туристів. Важливо зберегти місто як яскраве міське та життєве середовище. Один із способів - збільшити життєву активність через покращення умов життя та праці. З точки зору розвитку, для Старого міста важливо підтримувати справжнє використання матеріалу, середовища та культурних традицій. Максимальна автентичність навколишнього середовища - велика додаткова цінність. Слід звернути увагу на пожвавлення Старого міста шляхом створення повсякденних заходів та заходів, спрямованих на підтримку діяльності в житті.
У випадку з рішеннями Старого міста слід поважати принципи сталого розвитку, включаючи реставрацію.
Зростання іноземних інвесторів призводить до великої кількості різних інвестиційних ідей у Старому місті. Це часто сприймається як загроза - існує побоювання, що нинішні інвестори стануть власником Старого Міста, розширюючи можливості для розвитку Старого міста. Зростає важливість спілкування між міською владою та іноземними інвесторами, відповідальність за це тощо.

## Місцеві фактори, які впливають на розвиток Старого міста
Міський простір в цілому та практика містобудування змінилися: розподіл функцій у місті в цілому також змінює Старе місто. На міське планування впливає загальна звичка людей використовувати міський простір, доступ до паркування та продуману парковку тощо.
З точки зору безпеки Старого міста важливо вирішити проблему небезпечних вантажів, включаючи пошук альтернативи вантажним станціям Коплі.
Проблема поступово вирішується при здійсненні певних заходів: доступ до старого міста гарантований в околицях Старого міста у вигляді нових парковок та автостоянок, а Старе місто повинно бути більш економним та екологічно стабільним. Навколо Старого Міста створюються легкі об’їзди, щоб з'єднати зелені райони та згладити трафік.
Доступ до старого міста стає все зручнішим та надійнішим за допомогою різних транспортних засобів, включаючи громадський транспорт, альтернативний транспорт та велосипеди.
Економічне зміцнення Естонії сприяє країні та інвестиціям міста у розвиток старого міста та підтримки культури. З іншого боку, жителі неминуче постраждали від зростання цін та подальшого економічного спаду як циклу. Старе місто є дуже дорогим місцем з точки зору надання та споживання послуг, а підвищення цін створює надмірну елітарність. У цьому плані таллінські мешканці стають дедалі складнішими - від нерухомості до культурних та розважальних послуг. Більша частина нерухомості Старого міста вже була продана та належить іноземним інвесторам.
У найближчому майбутньому розвиток Старого міста також матиме вплив на розростання міст (Таллін буде розташовуватися в сусідніх районах). Скаутинг створює ситуацію, коли багато людей проводять час, подорожуючи між роботою та місцем проживання, а якщо людина не працює в центрі міста, то зменшення так званого "встановленого за часом часу" зменшує шанси відвідування центру міста.
Слід звернути увагу на розвиток центру міста, включаючи старе місто, для повторного використання територій, які ще не використовувались, для відновлення функцій у відповідній формі. Особливо важливою є здатність поєднувати нову та стару (включаючи сфери зв'язку з кварталом Ротерманна та портовим районом) таким чином, щоб зберегти загальну зовнішність цього регіону. Будівництво нових будинків біля Старого міста є логічним для міського розвитку, проте всі проекти мають обов'язково відповідати суворим вимогам, які старе місто віддає своїй околиці (наприклад, висота будівель, сектори огляду та коридори). Вищевказане регулюється як статутами Таллінського історичного центру збереження спадщини, так і тематичним планом "Розташування висотних будівель в Таллінні". Старе місто потребує розвитку, але воно може мати місце лише у захисті існуючої історичної спадщини та законів і правил, які повинні відповідати потребам реального життя.
В даний час політика щодо збереження спадщини не є окремою політикою в Естонії, але може обговорити  кілька законів та правил. Ось очікуваний позитивний вплив загальних психічних змін, значення освіти і культури, мудрість ініціювання та впливу на соціальні процеси, зростання впливу громадянських ініціатив. Діяльність у Старому місті повинна базуватися на Законі про охорону спадщини та статутах Староміського Таллінського району.

## Туризм в Старому місті
Старе місто Таллінна вже тривалий час є відомим туристичним напрямком, одна з основних вулиць яку необхідно відвідати в Таллінні. Причиною цього є цілісність старого міста як середньовічного центру міста з усім що його оточує, включаючи головним чином збережену міську стіну. Якщо в інших відносинах стара частина економіки Таллінна є маргінальною, то для туризму вона має вирішальне значення. Таким чином, стає ясно, що туризм в Старому місті не може розглядатися як окремо ізольоване явище. Мало  туристів залишається за межами Старого міста. Воно є центральним елементом не тільки в столиці , а й по всій Естонії і, останнім часом, міжнародної організації туризму.
З початку 90-х років обсяги туризму в Таллінні значно зросли. Туристичні послуги являють собою ряд вимог для розвитку інфраструктури Старого міста: від заснування туалетів і туристичних автобусних турів і закінчуючи складними питаннями, як з'єднати зростання обсягу туристичного сервісу старого міста з іншими аспектами життя.
У всьому світі загальною тенденцією стало збільшення кількості туристів. В останні роки історичні цінності та культура стали для туристів більш актуальними ,як позитивна тенденція. Відсоток відвідувачів також змінився: кількість фінів стабілізувався, туризм зростає з Латвії, Литви та Норвегії. Частка вітчизняного туризму зросла.
За дослідженнями  кількість іноземних відвідувачів буває найвищою в липні, а найменшою - у лютому. Відвідувачі Старого міста переважно складають майже 20% відвідувачів Таллінна. В Старому місті кількість  відвідувачів в основному за рахунок Норвегії, Латвії, Великої Британії, Італії та Данії зі збільшенням числа іноземних відвідувачів.
Рік Огляд «Туризм в Таллінні 2007« показує, що в 2007 році Талліннський поїздки (всі витрати, пов'язані з іноземними гостями в Таллінні, включаючи проживання, харчування, розваги, шопінг тощо)  - 9,38 млрд євро. Якщо додати до цього експорт 4,32 млрд євро, тоді Талліннські туристичні послуги сягають 13,7 млрд євро. Дослідження "Іноземні туристи в Таллінні з 1 січня по 31 грудня 2006 року" показує, що наявність туристів у різних регіонах Таллінна значно відрізняється. В якийсь момент, туристи відвідають більшу частину Старого міста Таллінна. Сезонний ритм (більш влітку і менше відвідувачів взимку) найбільш чітко вимальовується від Пірити, трохи скромніше в Німмі, на півночі Таллінна і в центрі, включаючи Старе Місто. Хоча перші два міські райони характеризуються значним зменшенням кількості туристів наприкінці літа, у північній частині Таллінна та в центрі міста, видимість поступово зменшується. У всіх цих регіонах, включаючи Старе місто, кількість іноземних туристів знову зростає у грудні.
Старе місто Таллінна має величезну цінність, це не  лише частина центру Таллінна, це культурний та найбільш естетичний центр міста. Старе місто стало символом безперервності живого та культурного середовища, це ознака членства Естонії в європейському культурному просторі. Таллін належав і буде належати до європейського культурного простору через свою історію. Він естонський символ, яким пишаються всі естонці , навіть коли регулярно не відвідують старе місто. Старе Місто Таллінна є найвідомішим туристичним об'єктом для закордонних відвідувачів Естонії, він  є торговою маркою Естонії в певному сенсі. Публічний простір Старого міста є насамперед символом значної частини публічного простору Таллінна. Все це необхідно враховувати при плануванні розвитку Старого міста. Такий більш широкий фон є основою для розвитку Старого міста, і це також покладає певні обмеження на це.
Старе місто - це історичний центр міста Таллінн і частково відіграє цю роль сьогодні. Роль центру міста з населенням понад 400 000 жителів давно втратив своє місце серед середньовічних стін. Місто розширилося та зараз розширюється, оскільки однією з її ознак є будівництво нової будівлі муніципалітету в районі порту. Деякі функції центру міста залишаться в майбутньому символічно (Стара Ратуша) та справжнє життя в Старому місті. Це пов'язано з тим, що будинки Рийгикогу та Уряду Республіки розташовані в Томепі, яка стала символом естонської державності. У той же час у центрі міста розвивається символ Старого міста, який буде розвиватися далі. Прикладом є запровадження дня різдвяної ялинки Ратуші та Дні Старого Міста, але таких подій варто було б ще більше.
Важливо, щоб Старе місто було органічно організовано об'єднано з іншими частинами центру міста (площею Вабадуус, зоною порту, кварталом Ротерманна).
Старе місто виконує функції передачі історичної та культурної спадщини в Таллінні, а діяльність в ній допомагає поширювати важливі цінності та ставлення. Отже, діяльність, пов'язана з цінностями у Старому місті, має бути високоякісною як за змістом, так і за формою.
Ідеологи сучасного міського розвитку вважають важливим, щоб громадський простір в місті був щільний, з різними функціями одночасно. Старий Таллінн протягом століть перетворився на духовний, чутливий і функціональний орган, що формує захоплююче культурне знання. Старе місто представлене в духовному житті, культури і соціальної сфери лінії басейнів суб-регіону, таких як Латинський квартал, і тут же  ансамбль історичних будівель (церкви, монастирі, ремесла, театри, навчальні заклади тощо). Чарівна стародавня атмосфера створює організації та установи з їх експонатами та виставами. Старе місто є привабливим через свою спеціальність, що створила еталонну систему, пропонуючи різний освітнє, культурне, мистецьке та інтелектуальне життя і дозвілля в цілому, а також різноманітні зони відпочинку. Важливо діяти, щоб не зменшувати різноманіття функцій, а навпаки.
Старе місто є основним визначним пам'ятником Талліну та всієї Естонії. Туризм і суміжні галузі (розміщення, обслуговування, торгівля, творчі індустрії) через Старе місто заповнює дуже важливу роль в економічному житті і міжнародних відносинах (в тому числі культурної комунікації), а також вводять і представляють Естонію. Немає підстав вважати, що роль туризму в Старому місті зменшиться у майбутньому. У той же час, туризм не може розвиватися ще більше , при тому , що кількість відвідувачів зростає. Здатність Старого міста приймати, розмістити та обслуговувати якісно кожну людину - це межа. Старе місто найкраще підходить для культурного туризму, орієнтованого на презентацію історичної спадщини та справжнього середовища.
Старе Місто Таллінна - це живе середовище творчої економіки, яке може запропонувати багато людям, які цінують історію та культуру, яким цікава історія та історія справжності. Це, однак, передбачає кращий зв'язок між туризмом та культурним життям.
Неможливо говорити окремо про індустрію туризму в Старому місті. У той час як старе місто, по суті обов'язкове до відвідування для всіх туристів, створюються нові проблеми (наприклад, будівництво автостоянок, готелів, туристичної диверсифікації за межами Старого міста).
Старе місто Таллінна в даний час є переважно туристичним і сезонно нерівномірно навантаженим. Число місцевих жителів зменшилося, коли змінювалося життєве середовище. Оскільки Старе місто відіграє важливу роль у тлумаченні історичної та культурної спадкоємності та є дуже високоякісним естетичним та культурним простором, посилення зв'язку між рештою жителів Таллінна та іншими естонськими людьми у старому місті повинно розглядатися як важлива ціль. Старе місто повинно бути живим середовищем не тільки для резидента або туриста, але й для широкого кола цільових груп. Цього важко досягти, оскільки вимоги груп людей відрізняються, але це лише зберігає атмосферу, яка перетворює Старе місто на дійсно старе і не зіпсоване місто.